# وسوسه (فیلم ۱۹۸۱)
وسوسه (لهستانی: Pokuszenie؛ ‏آلمانی: Die Versuchung) یک فیلم روان‌شناختی لهستانی-آلمانی به کارگردانی کشیشتف زانوسی است که در سال ۱۹۸۱ منتشر شد.

## گزیدهٔ بازیگران
- هلموت گریم
- مایا کوموروفسکا
- تادئوش برادتسکی
- متیو کریر
- ایفا ماریا ماینکه
- رولف بکر